# Tonight's the Night
| 전문가 평가               | 전문가 평가 |
| 평가 점수                 | 평가 점수   |
| 출처                      | 점수        |
| ------------------------- | ----------- |
| AllMusic                  | [ 1 ]       |
| Christgau's Record Guide  | A           |
| Pitchfork                 | 10/10       |
| Rolling Stone             | [ 4 ]       |
| Rolling Stone Album Guide | [ 5 ]       |

《Tonight's the Night》는 캐나다의 싱어송라이터 닐 영의 여섯 번째 스튜디오 음반이다. 1973년 8월부터 9월까지 녹음되었는데, 대부분 8월 26일에 녹음되었지만  발매는 1975년 6월까지 연기되었다. 그것은 빌보드 200에서 25위로 정점을 찍었다. 2003년, 이 음반은 《롤링 스톤》의 역사상 가장 위대한 음반 500장 중 331위에 올랐고, 2012년 판에서는 330위로 올라섰으며, 2020년 업데이트에서는 302위로 더 올라섰다.

## 내용
《Tonight's the Nigh》t는 슬픔의 직접적인 표현이다. 크레이지 호스의 기타리스트 대니 휘튼과 영의 친구이자 매니저인 브루스 베리는 이 곡들이 작곡되기 몇 달 전에 약물 과다복용으로 사망했다. 타이틀곡에는 베리가 이름으로 언급되어 있고, 휘튼의 기타와 보컬은 〈Come on Baby Let's Go Downtown〉을 강조하는데, 후자는 1970년에 라이브로 녹음되었다. 이 곡은 나중에 같은 콘서트의 라이브 음반인 《Live at the Fillmore East》에 편집되지 않은 채 등장했고, 휘튼이 유일한 작곡가로 인정받았다.
이 음반을 위해 모인 밴드는 산타 모니카 플라이어스라고 알려져 있다. 그것은 영, 벤 키스, 닐스 로프그렌, 그리고 빌리 탤벗과 랄프 몰리나의 크레이지 호스 리듬 부분으로 구성되었다. 위에서 언급한 것처럼 한 트랙은 크레이지 호스와의 초기 투어 녹음에서 가져온 것이고, 다른 트랙은 《Harvest》를 위한 그의 밴드 스트레이 게이터스와의 초기 세션에서 가져온 것이다.

## 곡 목록
모든 곡들은 특별한 언급이 없는 한 닐 영에 의해 작사/작곡하였다.
| #  | 제목                                                                                        | 작사·작곡     | 재생 시간 |
| -- | ------------------------------------------------------------------------------------------- | ------------- | --------- |
| 1. | 〈Tonight's the Night〉                                                                     |               | 4:39      |
| 2. | 〈Speakin' Out〉                                                                            |               | 4:56      |
| 3. | 〈World on a String〉                                                                       |               | 2:27      |
| 4. | 〈Borrowed Tune〉                                                                           |               | 3:26      |
| 5. | 〈Come On Baby Let's Go Downtown (live at the Fillmore East, New York City, Mar. 7, 1970)〉 | 영, 대니 휘튼 | 3:35      |
| 6. | 〈Mellow My Mind〉                                                                          |               | 3:07      |

| #  | 제목                                   | 재생 시간 |
| -- | -------------------------------------- | --------- |
| 1. | 〈Roll Another Number (For the Road)〉 | 3:02      |
| 2. | 〈Albuquerque〉                        | 4:02      |
| 3. | 〈New Mama〉                           | 2:11      |
| 4. | 〈Lookout Joe〉                        | 3:57      |
| 5. | 〈Tired Eyes〉                         | 4:38      |
| 6. | 〈Tonight's the Night (Part II)〉      | 4:52      |

## 인증
| 국가                                                  | 인증 | 판매량/출하량 |
| ----------------------------------------------------- | ---- | ------------- |
| 오스트레일리아 (ARIA)                                 | 골드 | 35,000^       |
| 영국 (BPI)                                            | 실버 | 60,000*       |
| *판매량을 기반으로 한 인증 ^출하량을 기반으로 한 인증 |      |               |